# Гробница Сюй Сяньсюя
Гробница Сюй Сяньсюя (кит. 徐显秀墓, пиньинь Xú Xiǎnxiù mù) расположена в деревне Ванцзяфэн, городка Хаофэн, района Инцзе, провинция Шаньси, Китай. Это могила князя Уаня и главы имперской армии Северной Ци Сюй Сяньсюя. Гробница, известная своими фресками, была раскопана в 2001–2003 годах.

## Раскопки и описание гробницы
Гробница в виде кургана возвышается на 5,2 метра над землей и хорошо видна. Пятнадцатиметровый проход начинается к югу от гробницы на уровне земли и спускается ко входу в гробницу. Гробница со сводчатым потолком, площадью около 6,5 квадратных метров, сделана из серого камня. 1 декабря 2000 г. местные жители сообщили, что могила разграблена. Работая вместе, сотрудники археологического отдела Шаньси и археологического отдела города Тайюань вошли в гробницу и сделали фотографии. На основании этих фотографий было установлено, что гробница относится к периоду Северной Ци.
Официальные раскопки начались в 2001 году. Фрески были в плохом состоянии. Росписи портились, и их нужно было стабилизировать; это было сделано с помощью шприцев и осторожного введения клея, чтобы связать пигменты со стеной гробницы. Кроме того, было много корней растений, которые повредили картины, и их нужно было удалить. Хотя гробница подвергалась разграблению не менее пяти раз, в ней было обнаружено 550 погребальных предметов.

## Фрески
Фрески покрывают более 300 квадратных метров гробницы. Чтобы подготовить стены для росписей, их сначала покрыли белой штукатуркой, на которой художник набросал рисунок и наполнил его цветом. Фрески начинаются сразу после входа в проход. Спустившись вниз, к гробнице, обе стены вдоль дорожки покрыты росписями. Они начинаются с изображений, которые теперь повреждены, но, вероятно, были мифическими птицами, за которыми следует почётный караул, затем, ближе всего к камере, группы мужчин ведут лошадей без всадников. По обе стороны от входа торжественно стоят швейцары с кнутами в руках. Все четыре стены и потолок гробницы расписаны. На северной стене, прямо напротив входа, изображён покойный и его жена на погребальном ложе с балдахином, которые председательствуют на пиру в окружении музыкантов, играющих на среднеазиатских инструментах. На западной стене фреска изображает упряжную лошадь без всадника под балдахином, впереди которой следует почётный караул. В центре восточной стены находится колесница, запряжённая волами, под навесом. Как и у западной стены, колеснице предшествует почётный караул. На южной стене изображён почетный караул. Одежда людей на фресках типична для сяньби того времени.

## Грабежи и могильные артефакты

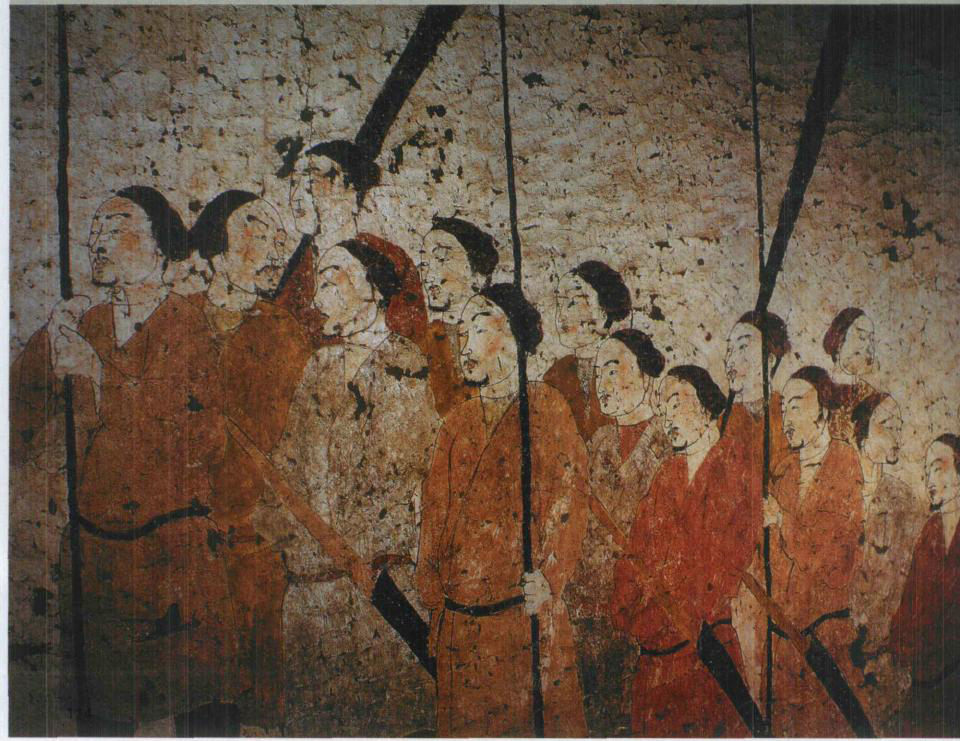
Росписи в гробнице Сюй Сяньсюя

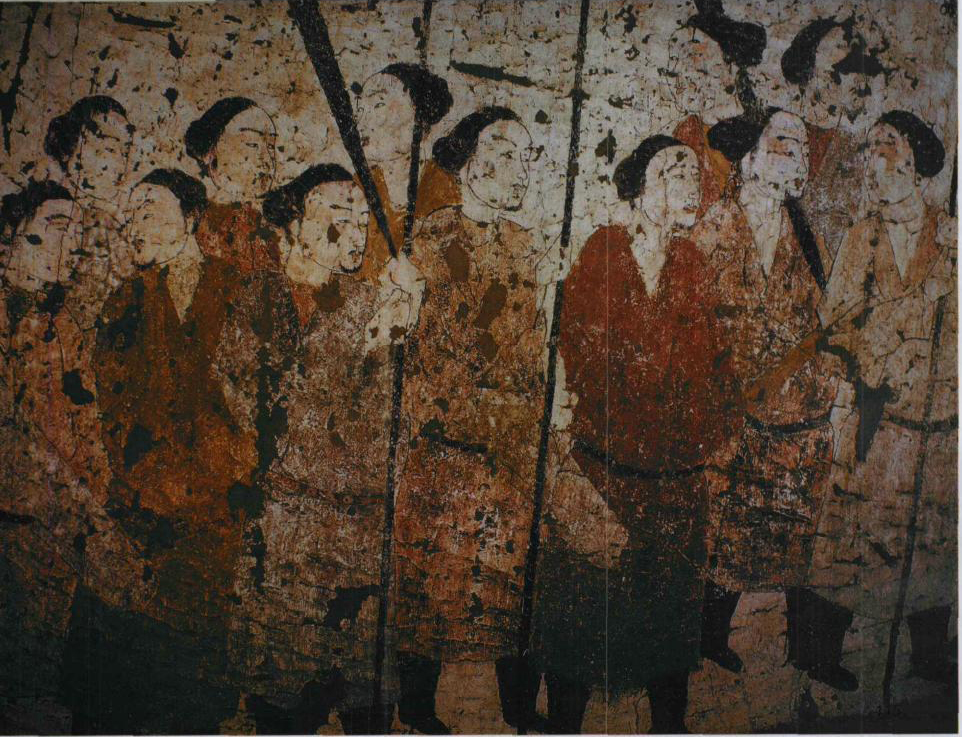
Росписи в гробнице Сюй Сяньсюя

Археологи обнаружили пять тоннелей мародёров. Многократное разграбление гробницы объясняет тот факт, что многие погребальные принадлежности были серьёзно повреждены. Археологи нашли более 200 предметов из фарфора и более 320 керамических фигурок. Среди останков гроба было найдено золотое кольцо в западноазиатском или средиземноморском стиле с турмалином. На полудрагоценном камне была вырезана загадочная фигура, которую по-разному идентифицировали как греческое или согдийское божество.

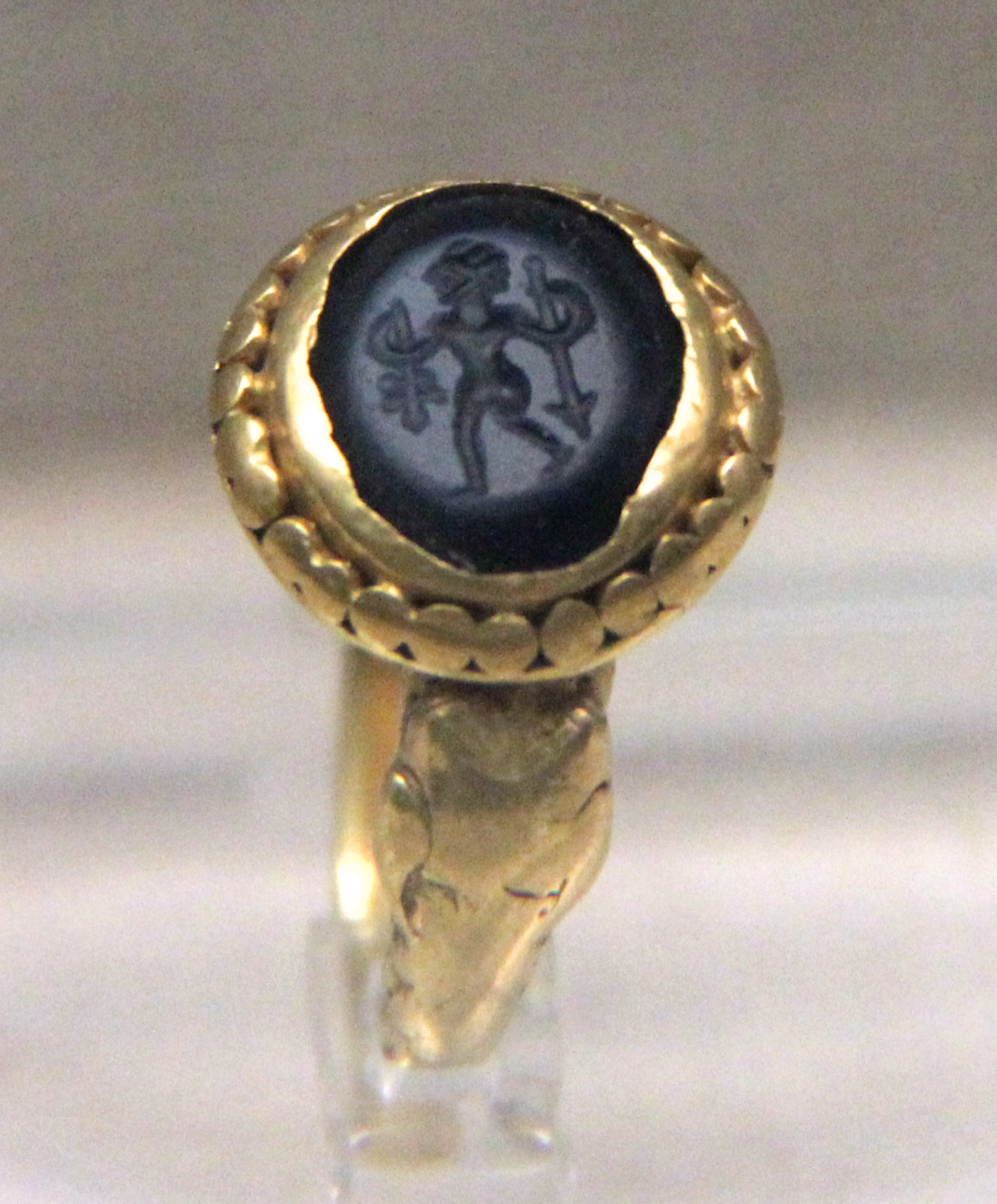
Золотое кольцо, инкрустированное драгоценными камнями. Гробница Сюй Сяньсюя[11].
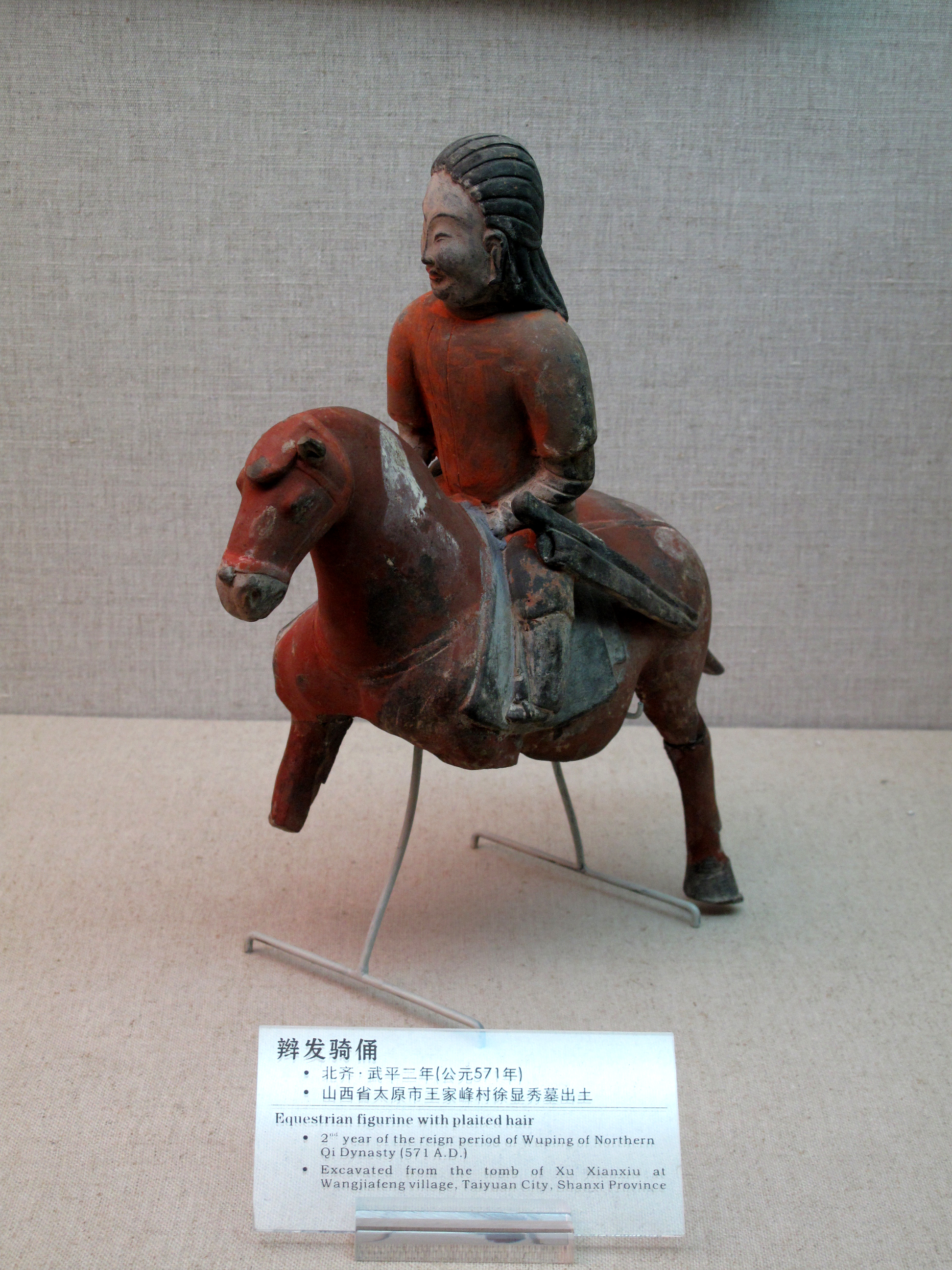
Терракотовая статуэтка, гробница Сюй Сяньсюя

## Академическое исследование
Хотя в гробнице была обнаружена россыпь костей, полных скелетов обнаружено не было. Это может быть результатом зороастрийских обычаев погребения в башнях. Вход в гробницу первоначально был украшен изображением синего дракона и белого тигра, но позже над ним была нарисована птица. Росписи гробниц отражают обмен и интеграцию различных культур во времена Северной и Южной династий, а также являются ярким отражением общественной жизни того времени.